# Stoeneşti (Olt)
Stoeneşti é uma comuna romena localizada no distrito de Olt, na região de Oltênia. A comuna possui uma área de 35.31 km² e sua população era de 2369 habitantes segundo o censo de 2007.